# 美濃娘
美濃娘（みのむすめ）はイチゴの品種名。

## 概要
濃姫に続いて岐阜県農業技術センターで育成された品種である。2007年に品種登録された。2021年時点では岐阜県内で栽培されるイチゴの約半分を占める岐阜を代表するイチゴとなっている。
業務用品種としても人気が高い。

## 特徴
形状は円錐形で大粒。果皮は明るい赤色でつやも良い。果肉は硬めであり、果芯まで白く、空洞は中くらい。味は甘味と酸味のバランスが良いのが特徴である。
栽培の特徴としては、ジベレリン処理が必要となってくること、炭疽病、萎黄病、うどんこ病に対する抵抗性がないこと、葉に苦土（マグネシウム）欠乏の症状が出ることが挙げられる。

## 開発の経緯
当時の岐阜県のイチゴ生産は濃姫が6割を占め、その他に女峰、とちおとめが栽培されていた。また、岐阜県のオリジナル品種1号となる濃姫には連続出蕾性に問題があった。その対策と県内のイチゴ栽培面積の減少に対する振興策としてイチゴ品種の集約化が求められた。
女峰と宝交早生を交配した系統63-2-3は果形と食味が良く、果実が硬い品種で、とよのかと濃姫を交配した系統3-31-3は果実が大型で食味も良く多収な品種であった。系統63-2-3を子房親にし、系統3-31-3を花粉親にして、1997年に交配した中から選抜した系統9-4-3を有望株として特性試験、作型適応性試験、現地適応性試験を実施。育種目標を満たすことが確認できたものとして、2004年3月に品種登録の出願を行い、2006年に品種登録された。